# هاينريش فراي
هاينريش فراي (بالألمانية: Heinrich Frey)‏ (و. 1822 – 1890 م) هو عالم حيوانات، وعالم حشرات، من ألمانيا، ولد في فرانكفورت، توفي عن عمر يناهز 68 عاماً.